# Daniela Mazzuconi
Daniela Mazzuconi (Milano, 16 maggio 1953) è una politica italiana.

## Biografia
Laureata in lettere antiche alla Università Cattolica di Milano.
Sindaco di Usmate Velate (MB) dal 1984 al 1995, è stata eletta deputato per la Democrazia Cristiana alle elezioni politiche del 1987 e del 1992.
È stata sottosegretario al Ministero di Grazia e Giustizia nel Governo Ciampi e nel Governo Amato I.
È ritornata in Parlamento, al Senato della Repubblica, a seguito delle elezioni politiche del 2008 per il Partito Democratico.